# USS Sterett (DD-27)
USS Sterett (DD-27) – amerykański niszczyciel typu Paulding. Jego patronem był Andrew Sterett.
Stępkę okrętu położono 22 marca 1909 w stoczni Fore River Shipbuilding Company w Quincy (Massachusetts). Zwodowano go 12 maja 1910, matką chrzestną była Dorothy Rosalie Sterett Gittings. Jednostka weszła do służby w US Navy 15 grudnia 1910, jej pierwszym dowódcą był Lieutenant Robert L. Berry.
Okręt był w służbie w czasie I wojny światowej. Działał jako jednostka eskortowa na wodach amerykańskich i europejskich.
Wycofany ze służby 9 grudnia 1919 został sprzedany na złom 28 czerwca 1935.